# Serkan Yildirim
Une proposition de fusion est en cours entre Sajjad Hashemi Ahangari et Serkan Yildirim.
Serkan Yıldırım (né le 22 août 1991) est un athlète paralympique turc. Il est champion du monde et détenteur d'un record du monde. Il concourt en para-athlétisme aux épreuves de sprint de 100 m et 400 m hommes de la catégorie handicap T12 (mais sa classification est sujette à révision).

## Biographie
Yıldırım a dû abandonner sa carrière d'athlète car il n'était pas capable de voir les lignes de la piste en raison d'une réduction croissante de l'acuité visuelle à cause d'une maladie génétique. En 2022, il revient à l'athlétisme en tant que para-athlète. Après des tests médicaux, il est classé en catégorie B2.

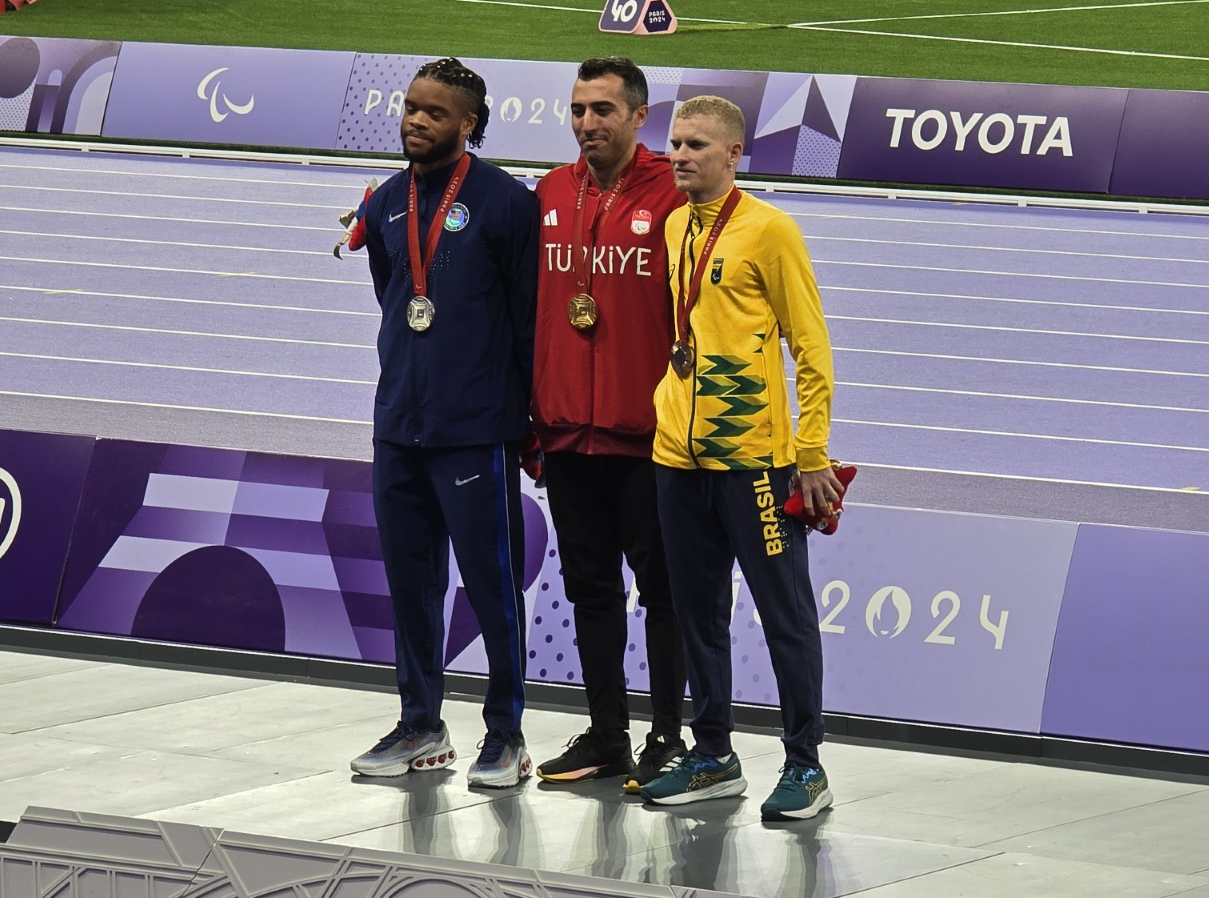
Serkan Yildirim sur le podium sur 100 m T12 à Paris 2024 avec Noah Malone et Joeferson Marinho de Oliveira.

Il remporte des médailles d'or dans les épreuves de 100 m T12 et 400 m T12 aux championnats du monde d'athlétisme handisport 2024 à Kobe, au Japon. Il y établit un nouveau record des championnats du monde dans l'épreuve de 100 m T12 avec un temps 10 s 56,.
Grâce à ces résultats, il se qualifie pour participer aux Jeux paralympiques d'été de 2024 à Paris, en France. Mais avant d'être officiellement autorisé à participer aux compétitions de Paris 2024, il a dû batailler via les tribunaux allemands contre le Comité international paralympique (WPA) afin de faire valider sa participation. À ces jeux, il se qualifie le 30 août 2024 puis remporte la course du 100 m catégorie T12 le 31 devant l'américain Noah Malone et le brésilien Joeferson Marinho de Oliveira en un temps de 10 s 70. Quelques jours plus tard, il est finalement disqualifié par l'IPC, qui a vu son appel accepté par les tribunaux allemands, et se retrouve privé de son titre paralympique.